# Supercoppa dei Paesi Bassi 1999
La Supercoppa dei Paesi Bassi 1999 (ufficialmente Johan Cruijff Schaal IV) è stata la decima edizione della Johan Cruijff Schaal.
Si è svolta l'8 agosto 1999 all'Amsterdam ArenA tra il Feyenoord, vincitore della Eredivisie 1998-1999, e l'Ajax, vincitore della KNVB beker 1998-1999.
A conquistare il titolo è stato il Feyenoord che ha vinto per 3-2 con reti di Jon Dahl Tomasson, Bonaventure Kalou e Patrick Paauwe.

## Partecipanti
| Squadre   | Qualificazione                       | Partecipazioni precedenti (il grassetto indica la vittoria) |
| --------- | ------------------------------------ | ----------------------------------------------------------- |
| Feyenoord | Vincitore della Eredivisie 1998-1999 | 5 (1991, 1992, 1993, 1994, 1995)                            |
| Ajax      | Vincitore della KNVB beker 1998-1999 | 5 (1993, 1994, 1995, 1996, 1998)                            |

## Tabellino
| Arbitro: | van der Ende |

|                                   |           |                          |
| Tomasson 13’ Kalou 15’ Paauwe 86’ | Marcatori | 45’ Knopper 51’ Grønkjær |

### Formazioni
| Feyenoord:     |  |                      |     |     |
|                |  |                      |     |     |
| P              |  | Jerzy Dudek          |     |     |
| D              |  | Ulrich van Gobbel    |     |     |
| D              |  | Bert Konterman (c)   |     |     |
| D              |  | Tomasz Rząsa         |     |     |
| D              |  | Christian Gyan       |     |     |
| C              |  | Patrick Paauwe       |     |     |
| C              |  | Jan de Visser        |     |     |
| C              |  | Bonaventure Kalou    | 54’ | 87’ |
| A              |  | Jon Dahl Tomasson    |     | 65’ |
| A              |  | Julio Ricardo Cruz   |     |     |
| A              |  | Peter van Vossen     | 26’ | 65’ |
| Sostituzioni:  |  |                      |     |     |
| C              |  | Ellery Cairo         |     | 65’ |
| C              |  | Tininho              |     | 65’ |
| A              |  | Jean-Paul van Gastel |     | 87’ |
| Allenatore:    |  |                      |     |     |
| Leo Beenhakker |  |                      |     |     |

| Ajax:         |  |                  |     |     |
|               |  |                  |     |     |
| P             |  | Fred Grim        |     |     |
| D             |  | John Nieuwenburg |     |     |
| D             |  | Jan van Halst    |     | 46’ |
| D             |  | Frank Verlaat    |     |     |
| D             |  | Mitchell Piqué   | 90’ |     |
| C             |  | Richard Knopper  |     |     |
| C             |  | Aron Winter (c)  |     |     |
| C             |  | Richard Witschge |     |     |
| C             |  | Brian Laudrup    |     | 85’ |
| A             |  | Nikos Machlas    |     |     |
| A             |  | Jesper Grønkjær  |     | 82’ |
| Sostituzioni: |  |                  |     |     |
| C             |  | Dani             |     | 46’ |
| A             |  | Shota Arveladze  |     | 82’ |
| C             |  | Wamberto         |     | 85’ |
| Allenatore:   |  |                  |     |     |
| Jan Wouters   |  |                  |     |     |